# Alépé
Alépé es un departamento de la región de La Mé, Costa de Marfil. En mayo de 2014 tenía una población censada de 125 877 habitantes.
Se encuentra ubicado al sureste del país, cerca del golfo de Guinea, del río Komoé y de la frontera con Ghana.